# Star Navigator
Die Star Navigator ist ein Kreuzfahrtschiff der Marke StarCruises, die zur Genting Group gehört. Ursprünglich wurde es als SuperStar Virgo auf der Meyer Werft gebaut und 1999 für Star Cruises fertiggestellt. 2019 wechselte das in Explorer Dream umbenannte Schiff zur Schwestermarke Dream Cruises und nach deren Insolvenz im Jahr 2022, erneut umbenannt in Resorts World One, zur neu aufgebauten Marke Resorts World Cruises, bevor es 2025 wieder zu StarCruises zurückkehrte.

## Geschichte

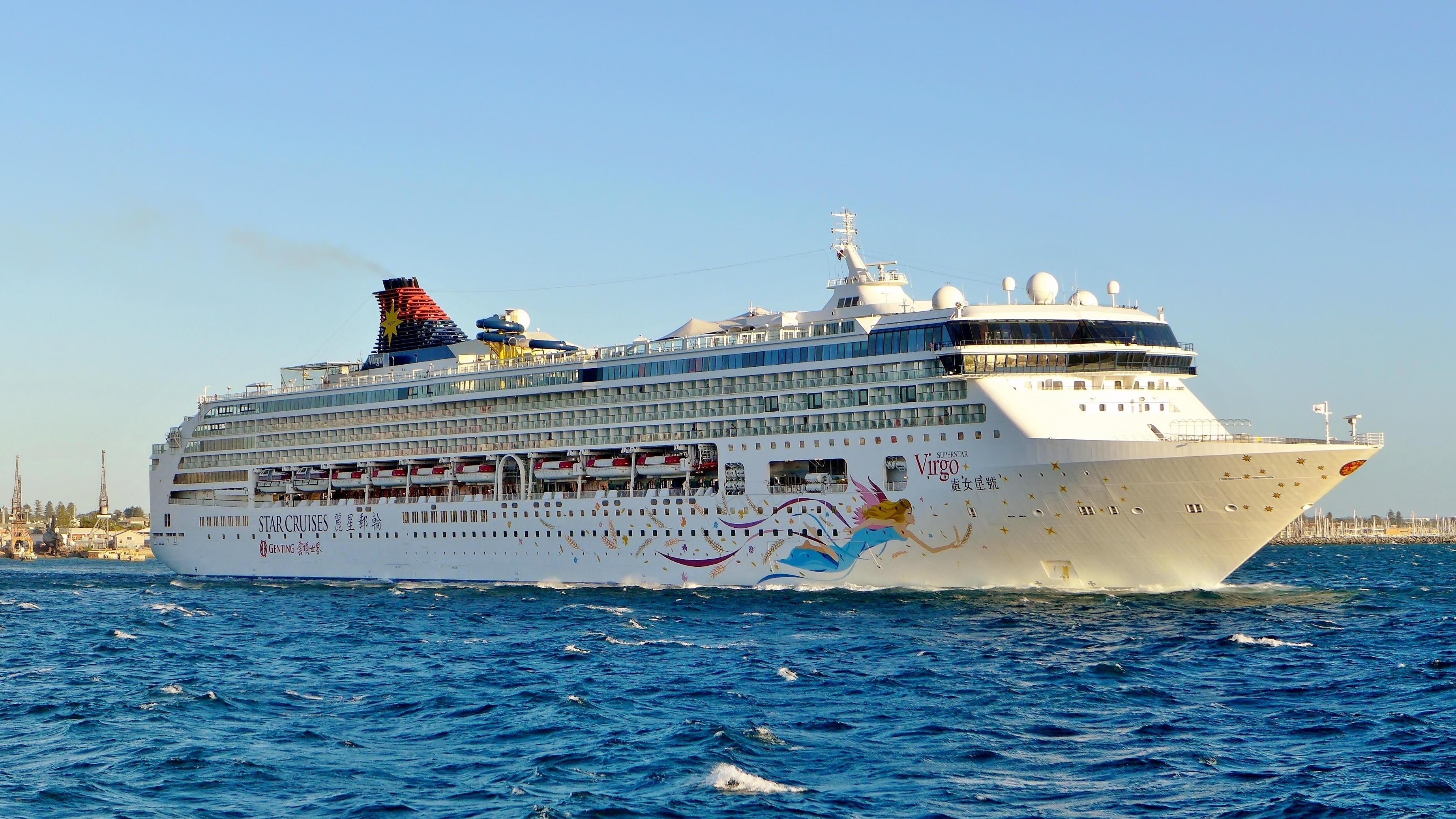
Das Schiff als SuperStar Virgo in Fremantle (2015)

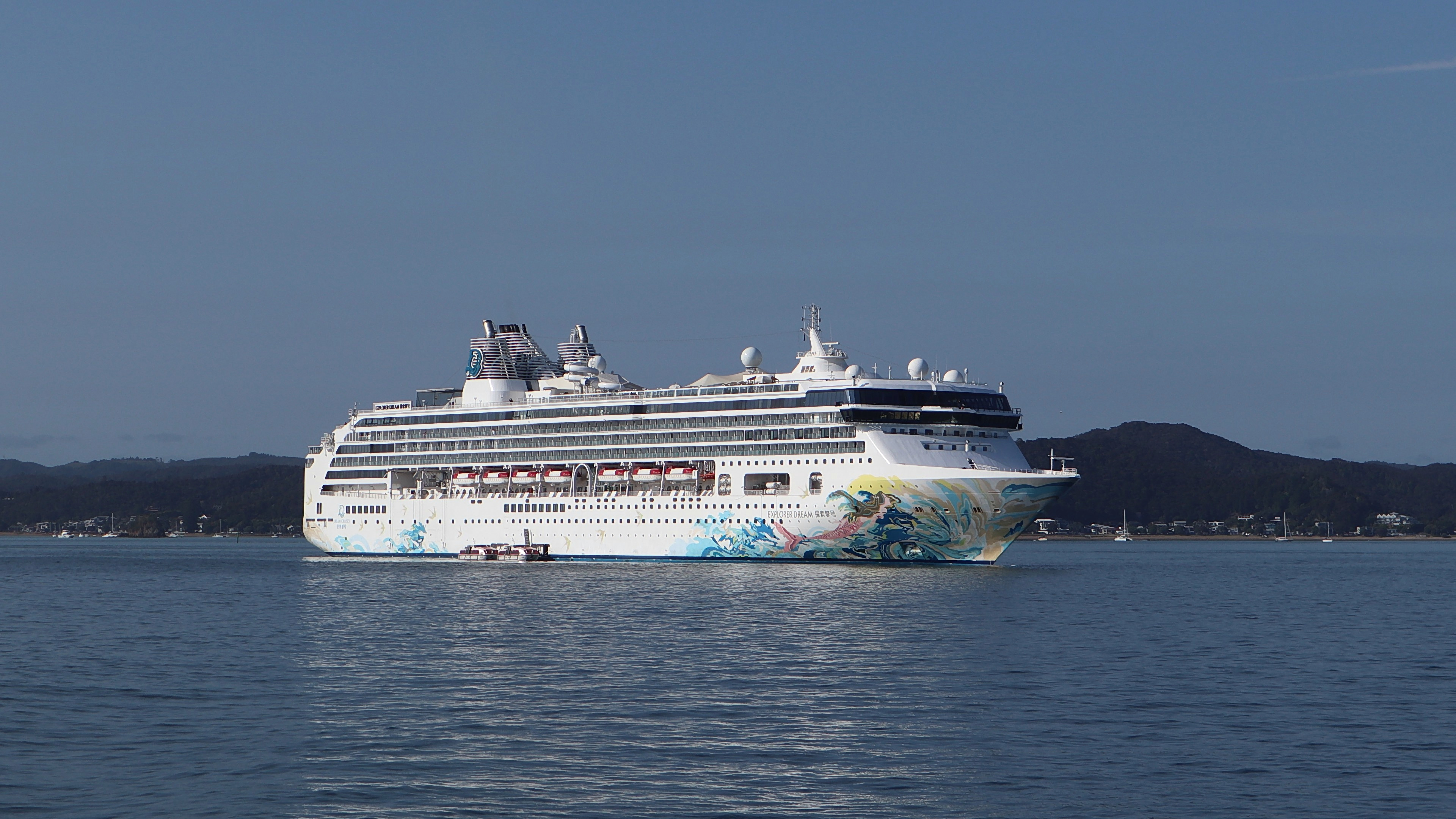
Das Schiff als Explorer Dream in der Bay of Islands (2019)

Das Schiff wurde als SuperStar Virgo bei der Meyer Werft in Papenburg für die Reederei Star Cruises gebaut und am 17. April 1999 ausgedockt und am 28. Juni 1999 in die Nordsee überführt. Am 2. August 1999 wurde das Schiff, das zweite Schiff der Leo-Klasse, vier Wochen früher als geplant, in Eemshaven an die Reederei Star Cruises übergeben. Das Schiff kam zunächst unter der Flagge Panamas in Fahrt.
Seit 2013 fährt das Schiff unter der Flagge der Bahamas.
Anfang 2014 wurde das Schiff grundrenoviert.
2019 wurde das Schiff bei Sembawang in Singapur umgebaut und im März 2019 in Explorer Dream umbenannt. Ab März 2019 wurde das Schiff von Dream Cruises eingesetzt. Im April wurde sie in Shanghai getauft. Dream Cruises gehörte, wie auch Star Cruises, zu Genting Hong Kong.
Bedingt durch die COVID-19-Pandemie stellte das Schiff den Betrieb im Jahr 2020 vorübergehend ein. Im Juli 2020 konnte die Explorer Dream den Betrieb wieder aufnehmen. Im Mai 2021 stellte das Schiff jedoch den Betrieb erneut ein, nahm ihn jedoch im Dezember 2021 wieder auf. Im Januar 2022 meldete Dream Cruises Insolvenz an. Im März 2022 traf das Schiff in Malaysia ein und lag fortan vor Port Klang.
Im Januar 2023 gab Resorts World Cruises bekannt, das nun in Resorts World One umbenannte Schiff ab März 2023 zu betreiben. Das Schiff nahm am 10. März 2023 in Hongkong den Betrieb auf. In der ersten Hälfte der Sommersaison 2025 wird es erstmals für ein Schiff der Reederei Kreuzfahrten mit dem Ausgangshafen Mumbai anbieten.
Im Februar 2025 gab Resorts World Cruises bekannt, an seiner statt die Marken Dream Cruises und Star Cruises zu reaktivieren; die Resorts World One wurde hierbei in Star Navigator umbenannt und kehrte zur alten Reederei, nun als StarCruises, zurück. Die Jungfernfahrt fand im März 2025 statt.

## Technische Daten und Ausstattung
Der Antrieb des Schiffes erfolgt dieselelektrisch. Für die Stromversorgung stehen vier MAN-Dieselgeneratoren (Typ: 14V48/60) zur Verfügung. Weiterhin wurde ein Caterpillar-Notgenerator (Typ: 3512B DITA) verbaut.